# Латвійська академія мистецтв

Латвійська академія мистецтв (латис. Latvijas Mākslas akadēmija) — державний вищий навчальний заклад Латвії. Заснована в 1919 одним з перших латиських професійних художників Вільгельмом Пурвітісом (1872-1945), який став першим ректором навчального закладу.
Будівля академії споруджена 1905 року за проектом архітектора В. Бокслафа..
Академія дає вищу освіту в сфері образотворчого мистецтва зі ступенями: бакалавр гуманітарних наук, магістр гуманітарних наук і доктор мистецтва.
Ректор — професор Олексій Наумов.

## Відомі педагоги
- Вільгельм Пурвіт (ректор 1921-1934)
- Петро Феддерсена (проректор 1921-1935)
- Яніс Куга (ректор, 1934-1940, 1941-1944)[3] (ректор с 1997)
- Отто Скулме (ректор, 1940-1941, 1944-1961)
- Лео Свемпс (ректор, 1961-1974)
- Яніс Андріс Осіс [3] (ректор з 1997)
- Карліс Міесніекс
- Віппер Борис (1924-1930)

## Відомі випускники
- Карліс Янсонс (1925)
- Карліс Земдега (1927)
- Олександра Брієдіт (1931)
- Оттомар Немме
- Яніс Заріньш (1942)
- Карліс Бауманіс (1947)
- Леа Давидова-Медене (1949)
- Лаймоніс Блумбергс (1950)
- Айвар Гулбіс (1959)
- Талівалдіс Гаумігс (1961)
- Яніс Андріс Осіс (1971)
- Роберт Дінерс (2004)
- Гелена Демакова (2007)
- Дайна Скадмане (2013)